# Рей Мистерио старши
 Тази статия е за мексиканския кечист.  За американския кечист вижте Рей Мистерио.  
Мигел Анхел Лопес Диас (на испански: Miguel Ángel López Díaz), по известен със своето сценично име Рей Мистерио старши (Rey Misterio Sr.), е мексикански кечист.

### Завършващи и коронни хватки
- Мистерио ДДТ (Misterio DDT)
- Мощна бомба (Powerbomb)
- Суперритник (Superkick)
- Ураган (Hurricanrana)
- Ракетно воле (Missile dropkick)
- 619
- Падащ лист
- Седящо ДДТ

### Интересно
- На 25 март 1988 Рей Мистерио си загубва маската от Човекът риба.
- Той е чичо на настоящия кечист и суперзвезда от WWE, Рей Мистерио.
- Той е участвал във филм който се казвал „Кеч Маниак“